# 양장피
양장피(兩張皮)는 각종 채소와 해산물을 넣고 매콤한 겨자향으로 입맛을 돋우는 한국식 중국 요리이다.
양장피(兩張皮)란 전분을 이용해서 만든 피(皮) 두 장[兩張]을 겹쳐 만든 피(皮)를 뜻하기도 하고, 양장피와 야채 등을 곁들여 겨자소스를 부어 섞어 먹는 중국요리를 칭하기도 한다. 전분으로 만든 피의 식감과 판매처 때문에 해파리로 착각되기 쉬우며[1] 근처에 대형마트가 없다면 건어물점에서 취급한다. 보통 손가락 한마디 정도 폭의 넓적한 국수 모양을 하고 있다. 원래 이름은 洋粉皮雜菜(양분피잡채)로, 여기서 분은 전분가루를 말한다고 한다.
일반적으로 양장피라고 말할 때는 기름을 약간 넣어 삶은 양장피에 소스를 치고 야채와 고기, 해산물 등을 버무려 먹는 요리를 말한다. 매장에 따라 피단을 곁들여 주는 곳도 있다.
일반적으로 겨자소스를 사용하며 겨자분을 걸쭉하게 하지 않게 물에 섞은 뒤 기호에 따라 식초나 물엿 등을 넣는다. 간단하게 해파리 냉채 소스를 주는 곳도 있다.
낼 때는 구절판이나 월남쌈 등을 내놓을 때처럼 둥글고 큰 접시에 재료를 보기 좋게 둘러 가며 놓고, 중앙에는 양장피를 둔다. 색이 아름답고 보기에 좋기 때문에 손님 대접용 상차림에도 은근히 자주 올라가는 단골 메뉴. 하지만 월남쌈과 달리 재료를 하나하나 싸 먹는 것이 아니라 모두 섞어서 버무려 먹는 것이 큰 차이점.
이과두주나 고량주와 매우 잘 어울리지만 탕수육과는 궤를 달리하는 술안주인 터라 가격도 제법 비싼 편인데, 저렴한 중국요리점에서도 2만 원이 넘는 가격에 판매되는 것이 보통이다.
허니 머스터드처럼 달콤한 맛이 아니라 톡 쏘는 매운 맛이기 때문에 소스를 많이 치면 못 먹는 사람이 생길 수 있으므로, 동석한 사람의 입맛 차이가 클 경우 큰 접시에는 적당히 소량만 친 다음 더 매운 맛이 필요한 사람은 취향에 따라 자기 접시에 덜어서 소스를 따로 더 쳐서 먹는 편이 낫다.
꽤 손이 많이가는 음식이기는 하지만 최근에는 대형마트나 인터넷 쇼핑몰, 편의점 등지에서도 양장피의 피를 구입할 수 있으니 직접 만들어 먹을 수도 있다.